# Елхово (Волгоградская область)
Елхово — упразднённое село в Камышинском районе Волгоградской области России. Входило в состав Лебяженского сельского поселения. Упразднено в 1985 году.

## География
Село располагалось в степной местности, в пределах Приволжской возвышенности, являющейся частью Восточно-Европейской равнины, на безымянной балке впадающей в реку Иловля, на расстоянии примерно 3 километра (по прямой) к северо-востоку от села Лебяжье.

## История
Хутор Ельховка отмечен на военно-топографической карте 1870 года.
С 1928 года — в составе Камышинского района Камышинского округа (округ упразднён в 1934 году) Нижневолжского края (с 1935 года — Сталинградского края, с 1936 года — Сталинградской области, с 1961 года — Волгоградской области).
По данным на 1936 год Елхово состояло из 52 хозяйств, в которых проживало 213 человек, основное население — русские. В населённом пункте имелись неполная средняя школа, начальна школа и ветеринарный пункт.
Решением Волгоградского облисполкома от 07 сентября 1985 года № 21/606 село Елхово исключено из учётных данных.